# Yaghistan
Yaghistan (terra de rebels) foren els territoris de l'antiga província de la Frontera del Nord-oest on es refugiaven els guerrillers (mujahidun) contra els britànics al segle xix i primers anys del segle xx. Bàsicament correspon a les agències de Mohmand, Buner, Dir, Swat i Chitral, Kohistan, Hazara i Chamarkand. De fet ja abans dels britànics s'anomenava a aquestes zones Yaghistan al-Kadim. Els rebels es refugiaven prop de les valls fèrtils, llacs o rius on eren autosuficients en menjar i es podien refugiar després d'accions guerrilleres.
Els musulmans es van revoltar contra els sikhs del Panjab i a Caixmir i després contra els britànics; rebels de diversos llocs es van reunir al Yaghistan. El primer cap dels rebels fou Sayyid Ahmad Brelwi però els rebels foren derrotats greument a Balakot el 6 de maig de 1831 i Brelwi i els seus lloctinents van morir a mans dels sikhs. A la primera guerra Anglo-afganesa (1839-1842) el cap dels yaghis (rebels) fou Mawlani Nasir al-Din que va donar suport a Dost Muhammad; després va assolir la direcció Mawlana Wilayat Ali (mort el 1852) seguit del seu germà petit Mawlana Inayat Ali. Encara que els centres de la gihad al Yaghistan foren destruïts pels britànics a la segona meitat del segle xix, els rebels els reconstruïen o en feien de nous i mantingueren la resistència; van sorgir nous caps com Nadjm al-Din Hadda Mulla (mort el 1902) i Sad Allah Khan Mulla Mastan (el Mulla Boig) mort el 1916. El 1902 el cap rebel Abd al-Karim ibn Wilayat Ali es va establir a Asmast al Buner prop del riu Swat; durant la I Guerra Mundial un altre centre rebel (rival) es va instal·lar a Chamarkand, en territori afganès sota Malwlana Muhammad Ali Kasuri, Mawlani Abd al-Karin Kannawdji (mort 1922); Mawlawi Muhammad Bashir (mort 1934)m Hajji Tarangzai (mort 1937) i Mawlawi Fadl Ilahi Wazirabadi (mort 1951) que van enfrontar als britànics en diversos combats menors. Els mujahidun es van aliar sovint a altres moviments anti-colonials com Hizb Allah, Djunud Rabbaniyya, Hukumat-i Muwakkata-yi Hind, i la Jamiat al-Ansar.
Després del 1947 el moviment original de la gihad va perdre importància; molts dels rebels van participar en la lluita al Caixmir contra l'Índia (1948). la participació de la gent de la zona fou també important en la lluita a l'Afganistan contra el govern progressista instaurat l'abril del 1978.